# Great Brewster Island
Great Brewster Island (auch Greater Brewster Island) ist eine Insel im Boston Harbor. Sie liegt 8,8 mi (14,2 km) vom Bostoner Stadtzentrum entfernt auf dem Gebiet des Bundesstaats Massachusetts der Vereinigten Staaten. Great Brewster Island verfügt über eine dauerhafte Fläche von ca. 19 Acres (0,09 km²), die durch ein Watt je nach Tidenhub temporär um bis zu 49 Acres (0,2 km²) vergrößert wird. Sie wird vom Massachusetts Department of Conservation and Recreation (DCR) verwaltet und ist Teil der Boston Harbor Islands National Recreation Area.

## Geographie

### Geologie
Der nördliche Drumlin der Insel markiert mit 105 ft (32 m) den höchsten Punkt im äußeren Bereich des Boston Harbor. Zwischen diesem und einem kleineren Drumlin im Süden befindet sich Marschland, das regelmäßig bei Flut unter Wasser gesetzt wird. Bei Niedrigwasser kommt im Südwesten der Insel eine Sandbank zum Vorschein, die sich für etwa 1 mi (1,6 km) in Richtung Georges Island erstreckt. Die Insel ist von Muschelbänken umgeben, die sie bei Niedrigwasser mit dem benachbarten Little Brewster Island verbinden.

### Flora und Fauna
Auf der Insel wachsen Apfel- und Birnbäume sowie Rhus, Kartoffel-Rosen, Gräser und Schilfrohr. Die Tierwelt der Insel ist noch Gegenstand wissenschaftlicher Untersuchungen.

## Geschichte
Die Insel wurde nach William Brewster, dem ersten Prediger und Lehrer der Plymouth Colony, benannt. Bereits tausende Jahre zuvor wurde die Insel von den Indianern als Sommerquartier und Ressourcenquelle genutzt. Später errichteten dort in der Umgebung lebende Familien Sommerhäuser. Im Zweiten Weltkrieg wurde dort ein militärischer Beobachtungsposten eingerichtet, der über 90-mm-Kanonen, Suchscheinwerfer und einen Kommandositz für das Minenfeld im Hafenbecken verfügte.

## Sehenswürdigkeiten
- 90-mm-Kanonen
- 2 Bunker
- Überreste der Piere aus der Zeit des Zweiten Weltkriegs und den 1970er Jahren
- Wetterschutzraum für Besucher
- Uferbefestigung aus Granit
- Steinmauer
- Komposttoilette